# Механів Максим Андрійович
Максим Андрійович Механів (нар. 22 вересня 1996, с. Сліди, Могилів-Подільский район, Вінницька область) — український футболіст, воротар клубу «Лівий берег».

## Життєпис
Народився в селі Сліди, Тиврівського району Вінницької області. Дорослу футбольну кар'єру розпочав 2013 року в «Патріоті» (Кукавка), який виступав у чемпіонаті Вінницької області. За півтора сезони в обласній першості зіграв 9 матчів. Потім виступав у чемпіонаті Тернопільської області за «Буревісник» (Кременець) та «Агрон-ОТГ» (Великі Гаї).
Під час зимової перерви сезону 2016/17 років приєднався до «Ниви», у футболці якої до завершення сезону зіграв 9 матчів в аматорському чемпіонаті України. Наступного сезону тернопільський клуб заявився для участі в професіональних змаганнях. 
На професіональному рівні дебютував 9 липня 2017 року в переможному (4:3, по пенальті) виїзному поєдинку 1-го попереднього раунду кубку України проти харківського «Металіста 1925». Максим вийшов на поле в стартовому складі та відіграв увесь матч. 
У Другій лізі України дебютував 22 липня 2017 року в переможному (2:0) домашньому поєдинку 2-го туру групи А проти білоцерківського Арсеналу-Київщини. Механів вийшов на поле в стартовому складі та відіграв увесь матч.
У Першій лізі України дебютував 11 вересня 2020 року липня 2017 року в переможному (2:1) домашньому поєдинку 2-го туру групи А проти київської "Оболоні". Механів вийшов на поле в стартовому складі та відіграв увесь матч.